# Fanfare Ciocărlia
Fanfare Ciocărlia è un gruppo musicale rumeno formatosi a Dagâța. È composto interamente da musicisti rumeni ed è riconosciuto come uno dei gruppi di musica balcanica più popolari d'Europa, nonché uno dei primi a far conoscere internazionalmente il genere.
Il gruppo è costituito come una banda di nove o dodici membri le cui radici prendono ispirazione dalle bande musicali austriache e turche. La formazione strumentale comprende trombe, corni, tuba, clarinetti, sassofoni, grancassa e percussioni. I testi delle loro canzoni sono di solito o in romaní o in romeno. Il loro stile deriva in primo luogo dalle tradizioni dei rom e dalla tradizione musicale popolare rumena, ma prendono anche in prestito liberamente dagli stili musicali turchi, bulgari, serbi e macedoni e incorporano un certo numero di brani tratti dalla radio internazionale, da Hollywood e da Bollywood nel loro repertorio.

## Storia del gruppo
Fanfare Ciocărlia nasce nel villaggio di Zece Prăjini nella regione della Moldavia, in Romania. Il villaggio è interamente popolato da famiglie rom in cui la maggior parte degli uomini del villaggio lavorano come agricoltori o operai in fabbriche nelle città vicine. Suonare uno strumento era una tradizione di famiglia, tramandato padre in figlio, e il villaggio è localmente riconosciuto per i propri suonatori di Ottoni.
Henry Ernst, ingegnere del suono tedesco spesso in viaggio in Romania, era in Moldavia nell'ottobre del 1996 per cercare dei musicisti tradizionali quando gli fu suggerito di recarsi nel villaggio di Zece Prajini, dove esisteva una banda di ottoni che abitualmente suonava a matrimoni e battesimi. Giunto al villaggio fece conoscenza con Ioan Ivancea, un contadino e clarinettista locale considerato il leader dei musicisti del villaggio.
Ernst rimase impressionato dalla velocità, dalla finezza, dal repertorio particolare della band, rendendosi conto anche che la band del villaggio era una delle poche orchestre di zingari ancora esistenti in Romania e, essendo isolata dalla musica popolare contemporanea, suonava in un modo abbastanza diverso da quello delle bande di ottoni balcanici che si trovano nella Serbia meridionale, in Macedonia e Bulgaria.
Ernst decise di tornare in Germania e organizzare un tour per l'appena formata Fanfare Ciocărlia (come si faceva chiamare nel villaggio) e con l'aiuto del suo amico Helmut Neumann riuscì ad organizzare una serie di date per festival e club. Dopo questa esperienza i due vengono contattati da WDR, un'istituzione pubblica tedesca promotrice di festival, disposta a finanziare completamente sia il gruppo che Ernst e Neumann, che fondano l'agenzia di gestione e prenotazioni Asphalt Tango.

## Discografia
- 1998 – Radio Paşcani
- 1999 – Baro Biao
- 2001 – Iag Bari - The Gypsy Horns From The Mountains Beyond
- 2005 – Gili Garabdi - Ancient Secrets of Gypsy Brass
- 2007 – Queens and Kings
- 2009 – LIVE!
- 2011 – Balkan Brass Battle
- 2014 – Devil's Tale
- 2016 – Onwards to Mars